# Romo Night
Romo Night var en syntklubb i Göteborg som först höll till på studenthuset Kåren, och senare flyttade till Trädgårn. Klubben bildades 1996 och lades ned 2007. På Romo Night spelades synthpop och New romantic. Arrangörerna drev senare (2009) synthklubben The Station på Jazzhuset.

## Urval av artister som uppträtt på Romo Night
- Mesh
- Elegant Machinery
- 'Covenant
- Boytronic
- Human League
- Second Decay
- Client
- Rational Youth
- S.P.O.C.K
- Karl Bartos
- Sista mannen på jorden